# Zoo de Chengdu
Le zoo de Chengdu est un parc zoologique situé à Chengdu, en Chine.
Il comporte un centre de reproduction et d'élevage de pandas.

## Description
Le zoo de Chengdu est un parc zoologique situé à Chengdu, en Chine. Fondé en 1953, il s’étend sur 17,73 hectares et abrite environ 3 000 animaux représentant 250 espèces. La plus grande attraction du zoo est  les pandas géants, dont la plupart vivent dans des espaces clos. Le zoo a été transféré à son emplacement actuel en 1976 et est maintenant situé à proximité du temple de Zhaojue, au nord-est du centre de Chengdu
,,.

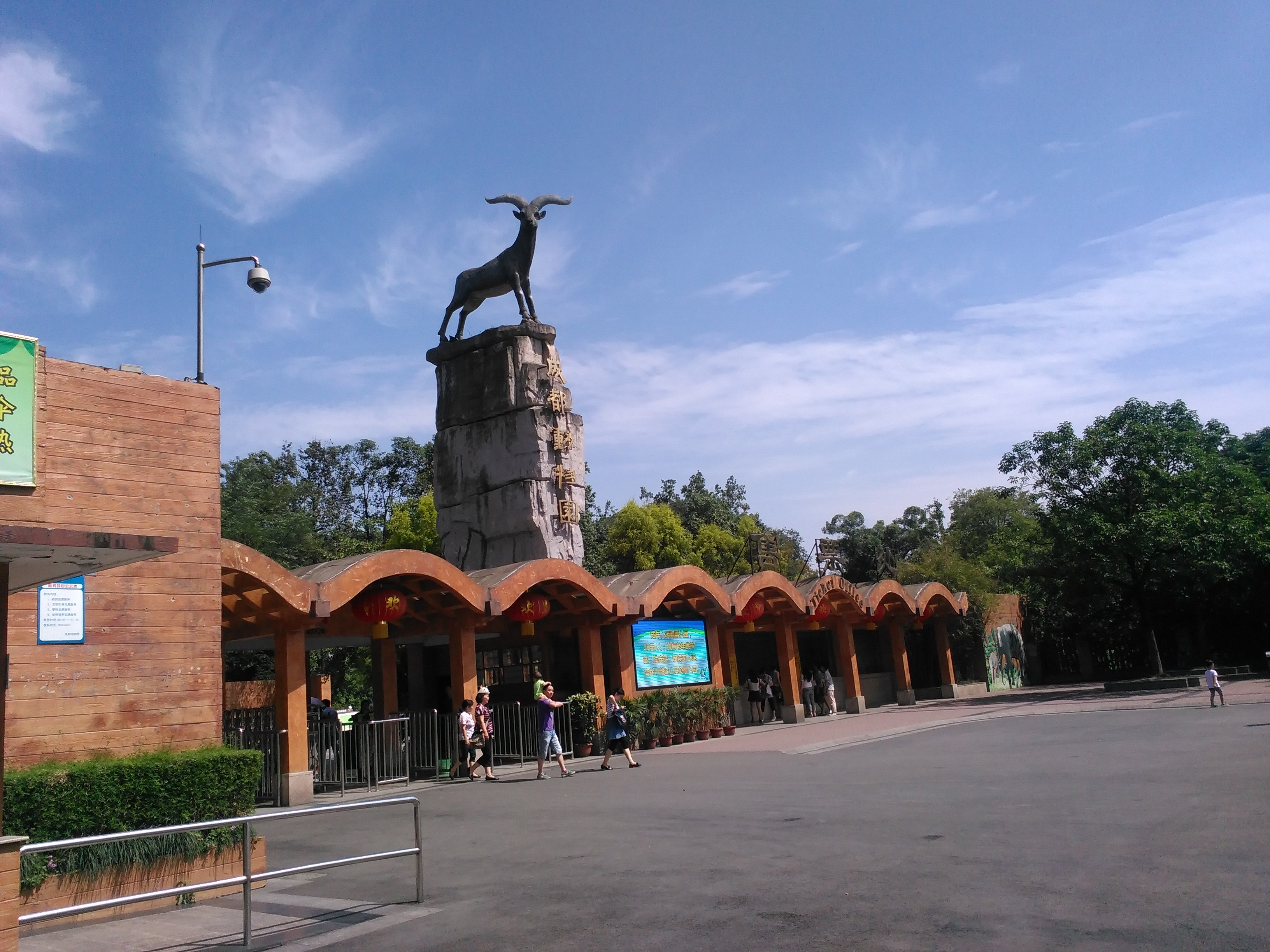
L'entrée du zoo en 2015.
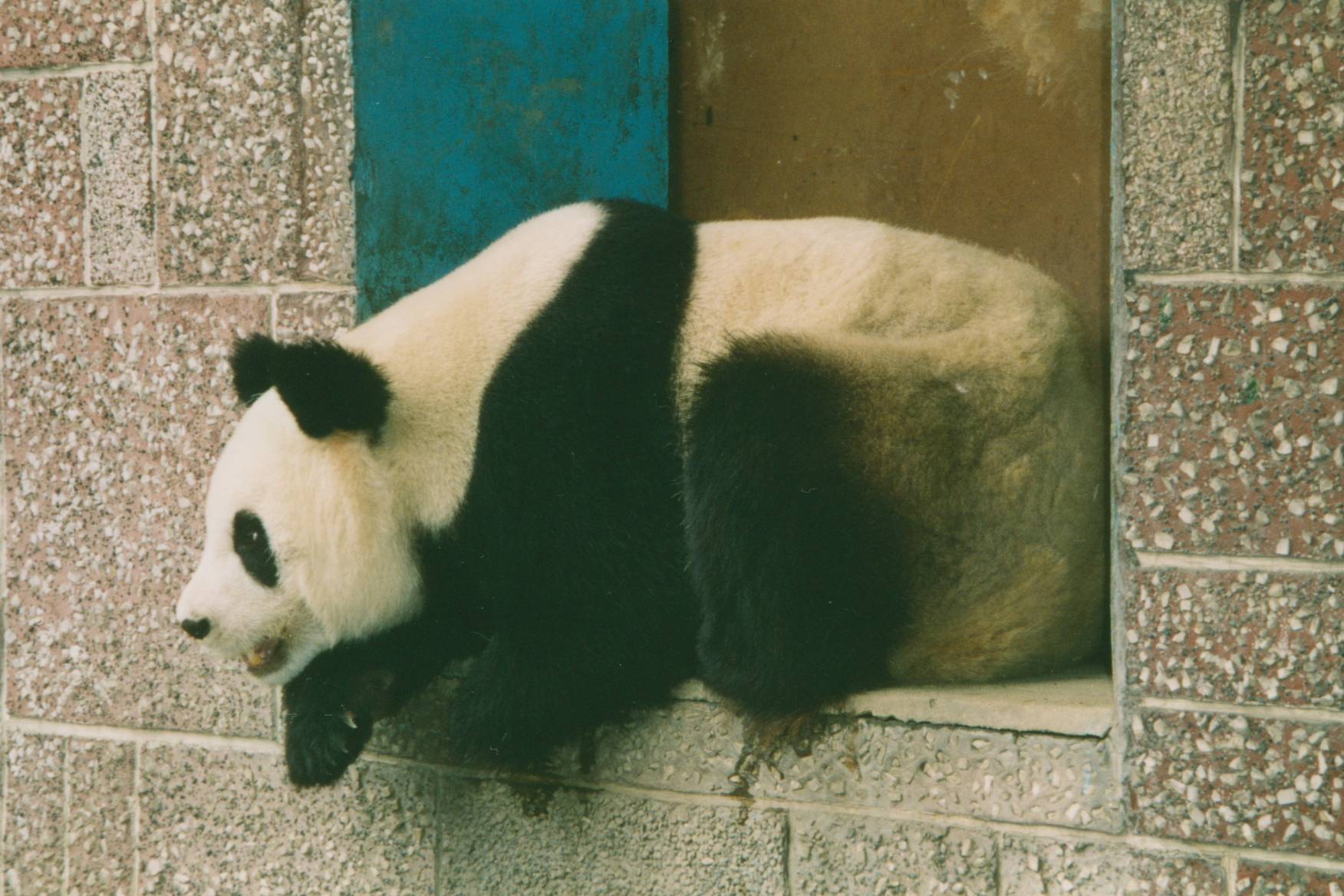
Panda au Zoo.